# Daniel Fitzgerald Barton
Sir Daniel Fitzgerald Barton (1891 - 1894), estabelecido em Genebra desde a adolescência, é um dos grandes filantropos de Genebra, na Suíça

## Ofertas a Genebra
Sir Barton ,  cônsul da Inglaterra em Genebra, é um apaixonado pela navegação pelo que funda em 1883 uma fanfarra, a Harmonie Nautique, com a finalidade de  animar as regatas e outras manifestações da Sociedade Náutica de Genebra. Sem local apropriado para as repetições da fanfarra e na ausência de uma sala para concertos em Genebra, decide construir o Victória Hall de Genebra, em homenagem á Rainha Victória, que foi inaugurado a 28 de Junho de 1905 com um concerto dado pela mesma Harmonie Nautique .
Em 1905 foi assinada a convenção entre a família Barton e o Conselho Administrativo da Cidade de Genebra para concretizar a oferta do Victoria Hall á cidade. A partir dessa altura a fanfarra foi apoiada pela cidade que a nomeou Harmonia Municipal em 1915. Actualmente chama-se Orquestra instrumental a vento da Cidade de Genebra .